# 天主教米斯教区
天主教米斯教區（拉丁語：Dioecesis Midensis）是羅馬天主教在愛爾蘭的一個教區，屬阿馬總教區。

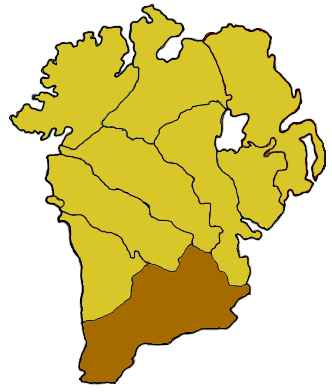
米斯教區管轄範圍圖

範圍包括米斯郡、西米斯郡大部分地區，奧法利郡、都柏林郡、勞斯郡、卡文郡及朗福德郡的一部分。座堂位於馬林加，
2007年，在當地228,500人口中，有教友223,200人，佔轄區總人口97.7%、69個堂區、244名司鐸、146名修士、265名修女。現任主教為彌額爾·史密斯。
教區成立於6世紀，由聖芬尼安所創。1772年被歸於阿馬總教區之下。